# Fire & Ashes
«Fire & Ashes» — міні-альбом німецького симфо-метал гурту Xandria. Реліз відбувся 31 липня 2015 року.

## Список композицій
| #  | Назва                                                                     | Тривалість |
| -- | ------------------------------------------------------------------------- | ---------- |
| 1. | «Voyage of the Fallen»                                                    | 4:46       |
| 2. | «Unembraced»                                                              | 4:27       |
| 3. | «In Remembrance»                                                          | 5:01       |
| 4. | «I'd Do Anything for Love (But I Won't Do That)» (каверн пісні Meat Loaf) | 7:26       |
| 5. | «Ravenheart» (первинно із альбому Ravenheart, 2004)                       | 3:49       |
| 6. | «Now & Forever» (первинно із альбому India, 2005)                         | 3:24       |
| 7. | «Don't Say a Word» (каверн пісні Sonata Arctica)                          | 6:08       |

## Учасники запису
- Діана ван Гірсберген — жіночий вокал
- Марко Хойбаум — гітари, клавіші
- Філіп Рестемайер — гітари
- Стівен Вуссов — бас-гітара
- Геріт Ламм — ударні